# Владислав Херцеговић Косача
Владислав Херцеговић Косача (1426. или 1427—1490) био је племић, други и последњи владар Војводства Светог Саве.
Владислав је био син херцега Стефана Вукчића Косаче. За разлику од свог оца херцега Стефана Косаче, који се годинама свађао са босанским краљем Стефаном Томашем Котроманићем, херцег Владислав је био одан босанском престолу. Више пута се сукобљавао и мирио с оцем. Од 1453. године, често је био у служби Османлија, Млечана и угарског краља Матије Корвина Хуњади, који му је 1469. године, даровао утврђења Велики и Мали Калник поред Крижеваца. Његов син херцег Петар Балша живео је на Калнику, где се помиње још 1510. године. Након његове смрти породица је осиромашила.

## Младост
Владислав је био син Стефана Вукчића, херцега од Светог Саве. Мајка му је била војвоткиња Јелена Балшић Косача, ћерка Балше III (1403-1421). Рођен је 1426. или 1427. године. Припадао је властелинској породици Косача. Владиславов отац херцег Стефан управљао је облашћу Херцеговине. Своју титулу заснивао је на манастиру Милешеви у свом поседу. У њему су се налазиле мошти првог српског архиепископа. Владислав на историјску сцену ступа током Другог конаваоског рата (1451-1454). Херцег Стефан Вукчић Косача је покренуо рат против Дубровачке републике око монопола над трговином у Приморју. Део херцегове породице прешао је на страну Дубровника. Неколико година пре избијања рата, посланици херцега Стефана довели су из Фиренце Сијењанку која је требало да постане Владиславова супруга. Херцег Стефан Косача ју је, међутим, задржао за себе, на велико незадовољство супруге и оштећеног сина. Владислав и његова мајка тајно су тражили од краља Томаша Котроманића и деспота Ђурђа Бранковића да нападну херцега Стефана. Владислав је ступио у тајне преговоре са Дубровчанима.

### Породични сукоб
Односи у породици херцега Стефана Косаче увелико су утицали на отварање сукоба и Владиславову побуну, али и читаву заверу против херцега Стефана Вукчића Косаче. Разлог за сукобе налази се у запису италијанског хроничара Гаспара Броља Тартаље да Лавела, који каже да су изасланици херцега Стефана довели из Фиренце младу Сијенку, са намером да је поклоне његовом сину кнезу Владиславу. То је вјероватно била Јелисавета, млада конкубина у коју се херцег Стефан Вукчић заљубио и чак накратко затворио сина кнеза Владислава како би је имао за себе. И херцегова супруга велика војвоткиња Јелена Балшић је тражила да се за ово освети свом мужу. Кнез Владислав Косача је, свакако под њеним утицајем, одлучио да се побуни против свог оца. Савез је склопљен у највећој тајности, а запечаћен је повељом о савезу, коју је написао, потписао и издао кнез Владислав у жупи Дринаљево код Тођевачке тврђаве, 15. августа.
Кнез Владислав је 29. марта 1452. године, отворено изјавио своје непријатељство према оцу. Мајка и бака су стајале уз њега. Придружио му се војвода Иваниш Влатковић са браћом. Побуна је била добро организована, тако да је већ првог дана кнез Владислав Косача са савезницима заузео значајну територију са подједнако значајним тврђавама као што су престоница Благај, Тођевац, Вратар на Сутјесци, два града на Неретвљанском мосту, Вјеначац у Невесињу, Имотски, Крушевац и Нови у Луци, а нешто касније и Љубушки. Већ у априлу очекивало се да ће краљ Стефан Томаш доћи у Хум да помогне побуњеницима. Краљ Томаш Котроманић је са својим вазалом Петром Војсалићем и војним контингентом дошао средином априла, када су се савезничке снаге, укључујући кнеза Владислава, војводе Влатковиће и све остало ситно хумско племство, удружиле против херцега Стефана Вукчића и његовог млађег сина Влатка.
Савез је био веома успешан, посебно због тога што је становништво Хума било крајње незадовољно влашћу херцега Стефана, краљ Томаш и деспот Ђурађ су били сложни, а Порта, у огромном херцеговом недостатку, била неутрална; једино му је Венеција остала пријатељ током рата, а он је имао своје локалне вазале. Иако је херцег Стефан у почетку могао рачунати на Павловићеве трупе, јер су након Радисавове смрти биле преслабе и са њим су потписале мировни споразум, али су се, као верни краљеви људи, војвода Иваниш и војвода Петар II Павловић уздржали од активног учешћа.
Дакле, савез је могао да победи херцега Стефана да није дошло до свађе око града Благаја, који је краљ Томаш захтевао да му преда кнез Владислав, али који није пристао да га се одрекне. После неколико неуспешних преговора то је довело до тога да краљ Стефан Томаш Котроманић напусти савез, а Дубровчани, разочарани краљевом одлуком, повуку своју флоту са Неретве и најамнике. Тако напуштени кнез Владислав и браћа Влатковић изгубили су превласт на бојном пољу. У лето 1452. године, полако почињу припреме за преговоре о заустављању рата. У фебруару 1453. године отпочели су преговори, највероватније на иницијативу херцега Стефана. Али пре његовог почетка, током припрема за преговоре у касно лето и јесен 1452. године, Дубровчани су покушавали да убеде младог Владислава, сада војводу, да не улази у преговоре са оцем и млађим братом, тврдећи да је херцег Стефан обећао да ће се осветити војводи Владиславу и његовом брату „који мисле исто“, наводећи као доказ писма Венецији херцега Стефана Вукчића. Међутим, пошто нису могли у потпуности да спрече преговоре војводе Владислава Косаче и херцега Стефана Косаче, дубровачка влада је желела да бар нађе начин да утиче на њих. У јануару 1453. године, Дубровчани су папском легату изразили своју посвећеност миру, али су одбацили могућност одвојеног мира између било које укључене стране. Уз извесну сумњу у тачан датум и место, херцег Стефан је на крају опростио свом најстаријем сину, својој жени и хумском племству побуну против њега, а све је запечаћено уговором на свечаности одржаној у Пишчу на Пиви, на путу за Соколску тврђаву, између 1. и 5. јуна, уз потврду Цркве босанске и 2 ваучеса босанске цркве и 2. свештенослужитеља, звани стројници, предвођени гостом Радином, који је служио као сведок. Такође је било предвиђено да херцег Стефан Вукчић Косача не сме ништа предузимати против војвода Иваниша Влатковића и Сладоја Семковића, кнежева Ђурађа Ратковића и Вукашина Санковића, нити било кога од племића који нису били у ужем кругу породице, све док сумње прво не провери дјед Цркве босанске, међу којима је било резервисано дванаест стројника за Радина.
После 1453. године, често је био у служби Османског царства, Млетачке Републике и угарско-хрватског краља Матије Корвина. Краљ Матија Корвин Хуњади му је доделио утврђења Велики Калник и Мали Калник код Крижеваца.
Као османски вазал (после 1469. године) учествовао је у заузимању града Почитеља на Неретви 1472. године и у биткама против Влатковића тог краја. Помирио се са млађим братом Влатком и око 1480. године, поражен повукао се у Нови. Када су 1482. године Нови заузели Османлије, војвода Владислав се повукао на острво Раб под млетачку власт где је и умро.

### Држављанство Републике светог Влаха
Повељом од 30. октобра 1435. године постао је држављанин Дубровачке републике. Уобичајено је да република свим већим босанскохерцеговачким племићима даје статус грађанства и републичког племства, дајући им палату и уточиште у случају потребе у Дубровнику. Истом повељом Градско веће је његовом оцу херцегу Стефану Вукчићу и брату Влатку дало држављанство.

## Политичка и војна каријера
За време владавине свог оца познато је да се кнез Владислав мешао у његове послове. За време Другог конавоског рата и међусобне борбе, када је 1451. године његов отац херцег Стефан Вукчић напао Дубровачку Републику у Конавлима и опседао Дубровник, склопио је заверу са Дубровником и хумским војводом Иванишом Влатковићем. Први траг тајних преговора са кнезом Владиславом налази се у писму из Дубровника њиховом преговарачу од 23. јула. Последњих дана јула или првих дана августа кнез Владислав је изразио жељу да склопи савез са Дубровником против свог оца, очекујући да му град помогне новцем и војском. Штавише, кнез Владислав се залагао да Дубровник склопи савез са својим господаром, краљем Стефаном Томашем, и да се и њему пружи помоћ. Из другог дубровачког писма, писаног 1459. године, јасно се види да је иницијатива да деспот Ђурађ и краљ Томаш Котроманић заједно нападну херцега Стефана Косачу потекла од херцегове жене велике војвоткиње Јелене и кнеза Владислава.

## Други конаваоски рат
Године 1452. је избила побуна Стефановог сина кнеза Владислава који је заузео цео Хум. Дубровчани су га новчано помагали. У Хуму су се, као део савеза против херцега Стефана Вукчића Косаче, састале војске Петра Војсалића и краља Стефана Томаша. Херцега Стефана Косачу су спасла неслагања у табору савезника. Најпре је дошло до сукоба Петра Војсалића и Петра Таловца, а затим се становништво побунило против кнеза Владислава и прешло на страну Млечана. У томе су нарочито одлучни били Качићи. Неслагања у табору савезника изазвало је поделу Стефанових територија. Краљ Томаш је захтевао да му кнез Владислав преда Благај. Краљеве намере подупирао је и Иваниш Влатковић. Кнез Владислав је то упорно одбијао. Тражио је за узврат територије од Чемерна до мора. Краљ Стефан Томаш Котроманић је на предлог пристајао, али ове територије је тек требало да буду освојене од херцега Стефана Вукчића. Дубровчани су предлагали да се град преда њима док краљ Томаш Котроманић не заузме области од Чемерна до мора те да се потом преда краљу Стефану Томашу. Краљ Томаш на то није пристајао те је напустио Горицу и отишао у Блато. До некаквог договора између Иваниша и кнеза Владислава дошло је 14. или 15. јуна. Краљу Стефану Томашу Котроманићу послати су изасланици који су га наговарали да настави ратовање.
Кнез Владислав је од Дубровчана тражио позајмицу како би изнајмио 500 угарских коњаника. Одлука је одложена док је Дубровачка република уступила војводи Иванишу 40 својих коњаника за посаду у тврђавама. Кнез Владислав је 7. јула остварио неки успех у борби са оцем. Гласник са вешћу о победи дарован је тог дана. Млетачки провидур за Дријева и Крајину, Карло Морозини, наговарао је кнеза Владислава да се измири и сложи са Млетачком републиком у погледу господарења Крајином. На наговор млетачког посланика, кнез Владислав није учествовао на станку који је одржан на јесен исте године. И поред успеха које је кнез Владислав против оца извојевао у јулу, његов положај је због одласка босанског краља Стефана Томаша био неповољан. И херцег Стефан је био спреман на преговоре јер није имао подршку Порте која је у овом рату заузела строго неутралан став. Неутралност је Порта сачувала и онда када је херцег Стефан султану Мехемду II понудио 30.000 дуката за земљу коју је освојио његов син. У склапању мира између оца и сина посредовао је и папски легат, хварски епископ Тома Морозини.
Херцег Стефан је, уз помоћ турских одреда кога дубровачки извори процењују на око 2000 коњаника, напао сина кнеза Владислава крајем 1452. године. Почео је да опседа Нови у Луки кога је бранио Жарко Влатковић. Кнез Владислав Косача је био спреман на преговоре. Отац и син су се сложили да ће у Дубровник послати изасланике који ће уговорити мир. Опсада Новог је, међутим, и даље трајала. Херцег Стефан Косача га је тукао топовима. Жарко Влатковић га је херојски бранио те дубровачки извори бележе да је страдало много херцегових људи. Кнез Владислав је јануара 1453. године тражио дозволу да се склони у Дубровник. Преко деспотаЂурђа Бранковића вршио је притисак на краља Стефана Томаша Котроманића да нападне херцега Стефана са севера. Херцег Стефан Вукчић је, међутим, 18. фебруара напустио бојиште и вратио се на своју земљу.

### Склапање мира
Папски легат је последњих дана 1452. године стигао у Дубровник. Дубровачко Велико веће имало је снажан утицај на хварског бискупа који је упутио писмо Већа херцегу Стефану Вукчићу Косачи. Писмо је послато 13. јануара. Легат је још пре 20. јануара изјавио жељу да пође на пут. Дубровчани су херцегу Стефану поставили услов да се измири и са кнезом Владиславом Косачом и са војводом Иванишем Павловићем. Кнез Владислав, који је недуго пре претрпео пораз од оца, није могао да поставља теже услове. Република светог Влаха је дала кнезу Владиславу позајмицу од 1000 перпера које је он, из непознатих разлога, даровао Исе-бегу. У Нови су послати изасланици Дубровника и кнеза Владислава Косаче. Кнез Владислава је заступао Вукац Вачић који је имао упутства прочитана у тајности у присуству Већа умољених, папског легата и војводе Иваниша. Кнез Владислав Косача је одбио да пропусти кроз своју земљу посланство херцега Стефана Вукчића које је упућено бану Петру Таловцу.
Кнез Владислав истовремено врши припреме за повратак у Хум. Дубровчани су дали барку његовом посланику који је упућен кнезу Скендербегу, а уступљена је и барка посланику који је упућен краљу Алфонсу V Напуљском. Стигавши у Хум, кнез Владислав је склопио примирје са оцем, априла 1453. године. Дубровачки посланик Вук Бобаљевић послат је у Хум одакле би, заједно са Владиславовим послаником, отишао код херцега Стефана Вукчића Косачу. Кнез Владислав Косача је одлучио да пошаље војводу Иваниша и једног дубровачког посланика српском деспоту Ђурђу Бранковићу и босанском краљу Стефану Томашу Котроманићу. Они би тражили сагласност да се закључи мир између херцега Стефана и кнеза Владислава. На крају посланство ипак није послато.
Првих дана јула склопљен је мир између херцега Стефана и кнеза Владислава. Дубровник у њему није ни поменут. По мишљењу Дубровчана, мировни услови одговарали су више херцегу Стефану Вукчићу Косачи него његовом сину. Кнез Владислав Косача се обавезао да оцу врати Хумску земљу са свим градовима, поседима и приходима и да "буде са оцем једно". Остали побуњеници из Владиславове околине, војвода Иваниш Влатковић, Сладоје Семковић и Ђурђиц, задржали су своје територије. Извршење тачака мировног споразума потрајало је још неко време, а Дубровчани су покушали да га осујете. На Пиви у Пишчу, херцег Стефан Косача је званично опростио сину све грехе. Помилована је и херцегова супруга велика војвоткиња Јелена Балшић Косача као и остали побуњеници. Кнез Владислав је учествовао и у преговорима између Дубровчана и херцега Стефана који су довели до склапања мировног споразума чиме је окончан Други конаваоски рат.

## Венчање
Почетком 1455. године у херцеговом дому отпочеле су припреме за велике свечаности. Сам херцег Стефан и оба сина, кнежеви: Владислав и Влатко, били су пред женидбом. Кнез Владислав је још током Другог конаваоског рата водио преговоре са се ороди са кућом Бранковића. Када је 1453. године закључен мир, уговорен је и брак између Бранковића и Косача. Владиславова невеста била је позната. То је била Ана Кантакузина, рођака деспотице Јерине, док је за Владиславовог млађег брата кнеза  Влатка била предодређена једна од кћери угарског великаша грофа Улриха II Цељског. Стефанова невеста звала се Барбара. У Дубровнику су купљени поклони за сву тројицу. Уз учествовање дубровачких посланика, септембра 1455. године прослављена је Владиславова свадба. Она је вероватно одложена због рата са Турцима. Кнез Влатко није био присутан јер је био на путу за Венецију. Херцег Стефан је млађем сину желео да пружи исто задовољство као и старијем, који је путовао у Лорето.

## Нови сукоб са оцем
Владислав је лето 1461. године провео у Дубровнику. О њему нема вести све до друге половине марта 1462. године када је упутио једно писмо Дубровнику из кога се види да је већ био у сукобу са оцем. Разлог је било обећање херцега Стефана које је дао на завршетку Другог конаваоског рата. Херцег је 1452—3. године обећао да ће поделити земљу међу синовима, остављајући мањи део мајци за издржавање. Владислав је добио три града у источном делу земље (Острог, Сусед и Будош). Владислав је отишао турском султану коме се пожалио на оца и тражио му део очевине. Нудио му је 100.000 дуката (које би позајмио од Венеције и Дубровника) у замену за трупе. Мехмед је уцењивао херцега тражећи од њега 100.000 дуката и три града (укључујући и Клобук). Забранио је херцегу везе са Венецијом и папом. Херцег је све одбио. Први напад уследио је почетком 1463. године.
Становницима Дријева дозвољено је да се повуку у Стон и Пељешац. Упади су имали за циљ да кнез Владислав дође на престо. Пред смрт се херцег Стефан жалио како је његов старији син довео Турке у Босну. Због тога га је и искључио из тестамента. Врхобрезнички летопис бележи да су Турци разбили херцега Стефана на реци Брезници. Земља херцега Стефана је страховито опустошена. Кнез Владислав је дошао на власт. Султан Мехмед II је у мају лично дошао у Босну. Турска војска је подељена. Један део је послат на Саву да спречи угарског краља Матију Корвина да пошаље помоћ. Султан Мехмед II је са другим делом отишао пред Бобовац, док је великог везира Махмуд-пашу послао под Јајце. Краљ Стефан Томашевић Котроманић, који је резидирао у Јајцу, бежао је на запад. Ухваћен је у Кључу и погубљен чиме је династија Котроманић збачена са власти. Тиме је окончано постојање средњовековне Босанске краљевине.

## Рат против Турака
Током јуна 1464. године долази до измирења херцега Стефана и Владислава. Споразумом је одређено да херцег Стефан уступи Владиславу четвртину својих земаља. Средином месеца Влатко је заузео Кључ код Гацког. Постепено је враћао град за градом. Средином октобра исте године херцег је повратио читаву земљу сем три града за које је био уверен да ће их потчинити уколико Турци не пошаљу појачања. Млађи Стефанов син Влатко је чак прешао у земљу Павловића и освојио шест градова. Заузо је и три града у земљи Ковачевића од којих је један био близу Сребренице. На западу је деловао Иваниш Влатковић који је такође постизао успехе.
Папа је октобра 1463. године објавио крсташки рат против Турака. Матија Корвин се појавио као наследник свога вазала, краља Стефана, и почетком октобра започео са освајањем турских територија у Босни. Највећи део снага послао је на Јајце. Испред Јајца дошло је до састанка између херцега Стефана, Матије и Владислава. Договорена је помоћ угарског краља херцегу Стефану код најугроженијих градова Херцеговине. Стефан је Матији пружио помоћ при освајању Јајца. Султан је љутито изјављивао да је град изгубио због Стефана Вукчића, а не због угарског краља. Посада у Јајцу предала се децембра 1463. године.

## Смрт Стефана Вукчића Косаче
Владислав је током 1464. године поново ступио у везу са Портом. Маја 1465. године Дубровчани предлажу Владиславу и Влатку да се измире са оцем, што значи да су до тада били у завади. Херцег је остао у завади са својим старијим сином све до своје смрти. Почетком лета 1465. године Турци су напали херцегову земљу, а њихов бес био је посебно усмерен на Владислава. Пред Турцима, Владислав се склонио на острво Мљет. Из Мљета се склонио у Нови, а одатле, противно вољи Дубровчана, у Колочеп. Сачувани су подаци о томе да је на Мљету злостављао неке људе. Следеће време Владислав је провео у околини Дубровника од којих је добио лађу којом се запутио у Сплит.
Мехмед је у Босни поставио вазалног краља Матију, сина Радивоја Остојића, некадашњег претендента на босанску круну. Херцег је преживљавао последње дане. Склонио се најпре у Нови, а одатле у Дубровник где је одржавао везу са угарским помоћним одредима од 3000 војника. Млечанима је нудио Нови и Рисан у замену за поседе на другом месту. Млетачка је прихватила предлоге и нудила му цело острво Брач и кућу у Сплиту. У марту 1466. године херцег се разболео. Тражио је од Дубровчана да приме његову имовину. Тестамент је издиктирао 21. маја 1466. године. Потпуно је заобишао Владислава кога је осуђивао због доласка Турака у Босну. Сутрадан је умро. Наследио га је млађи син Влатко.

## Након очеве смрти
Владислав је у време очеве смрти био млетачки плаћеник у Босни. Међутим, убрзо је прешао на страну италијанског краља Феранта Арагонског. Његовим посланицима уступио је два некадашња херцегова града од којих је један Висући (кога је држао Радич Бановић, некадашњи властелин Павловића). На млетачку интервенцију, италијански краљ се повукао. Владислав је потом ступио у службу Матије Корвина који му је даровао Велики и Мали Калник поред Крижеваца. На поседе је довео жену Ану и сина Петра Балшу. Повељом из 1471. године Матија Корвин је подредио Владислава себи самом. Матија је 1480. године заложио Велики Калник бану Ладиславу, а Владислав је задржао Мали Калник. Носио је титулу војводе Калника (dux de Kemlek). Краљ му је 1481. године даровао Моровић.

### Последње године и сукцесија
[[Датотека:Hajji Alija Mosque and Počitelj Fortress, Počitelj 2005.png|мини|Почитељ, који је подигао босански краљ Стефан Твртко I Котроманић 1383. године, први пут се помиње 1444. године,[ пао је 1471. године.]]
После пада Босне 1463. године, херцег Стефан Вукчић је живео још три године током којих је велико војводство од Светог Саве разорено, а за све је окривио кнеза Владислава Косачу. Убрзо након што је заузео Босанско краљевство 1463. године, велики везир Махмуд-паша Анђеловић се окренуо херцеговим земљама и опседао је Благај, након чега је херцег Стефан Вукчић признао примирје и све своје земље северно од Благаја уступио Османлијама. Дана 21. маја 1466. године у Новом, пред својим најближим дворјанима позваним као сведоци, дворски капелани гост Радин и монах Давид, и коморник кнез Прибислав Вукотић, Херцег Стефан Косача, стар и смртно болестан, издиктирао је своје последње речи записане у тестаменту, и из ког је изоставио најстаријег сина кнеза Владислава "велики Турчин у Босну на погибију и пропаст свих нас“. Велики војвода Стефан Косача је умро следећег дана.

### Измирење браће
Једини прави остаци независне босанске државе били су последњи делови земље које је држао херцег  Влатко Косача у Хуму. Своју резиденцију је преселио у своју последњу престоницу Нови и после неколико година одустао од мировног споразума са Османлијама. После женидбе 1474. године, херцег Влатко се измирио са старијим братом кнезом Владиславом. Отприлике у исто време, крајем 1473. до почетка 1474. године, његов млађи брат кнез Стефан одлази у Истанбул, где је прешао на ислам као Ахмед-паша Херцеговић, након чега ће у својој 40-годишњој каријери обављати разне високе положаје, укључујући и највишу функцију у османској морнарици.
Непосредно пре смрти султана Мехмеда II, кнез Влатко Косача је покушао још једном продрети у срце Босне, али су га савезници напустили. Потпуно се повукао у своју тврђаву у Новом. Смрт султана Мехмеда II подстакла је новог султана Бајазита II да освоји Нови, његову луку и преосталу босанску територију. У новембру 1481. године, Ајаз-бег, санџак-бег Херцеговачког санџака опседа Нови, али нешто прие 14. децембра 1481.године, кнез Влатко Косача је престао пружати отпор и договорио се са Османлијама да се са породицом пресели у Истанбул. Сада је циела Херцеговина преуређена у већ успостављени санџак Херцеговине са седиштем у Фочи, да би касније, 1580. године, постао један од санџака Босанског ејалета. То је значило нестанак посљедње преостале независне области босанске државе.

## Породица
Његов отац херцег Стефан Вукчић Косача се женио три пута и имао четворо деце са првом женом великом војвоткињом Јеленом Балшић, која је била мајка Владислава и његове браће и сестара.
Владиславова браћа и сестре били су старија сестра краљица Катарина Косача, која је била најстарија, и млађа браћа херцег Влатко Косача и кнез Стефан Косача, који је био најмлађи и који је примио ислам 1470. године, узео је име Ахмед-паша Косача и био пет пута велики везир Османског царства.
Друга супруга његовог оца, католичка принцеза Барбара, родила је најмање двоје деце, сина (1456. године), кратковечно дете чије име није познато и ћерку Мару, али о овој деци нема других података.
Он се 1453. године, или 1454. године, оженио Аном Кантакузин, једном од пет познатих ћерки Ђорђа Палеолога Кантакузина. У сачуваном писму напуљског и арагонског краља Алфонса V Владиславовом оцу херцегу Стефану од 5. априла 1455. године, честита се херцеги Стефану што ће два његова сина бити ожењени: један братаницом српске деспине Ирине Кантакузин), а други сестром грофа од Цеља. Касније је кнез Владислав послао кнегињу Ану са сином Балшом и братаницом Маром да живе у Дубровачкуој Републици (савремени Дубровник). Његов син Балша је био титуларни „војвода од Светог Саве“.

## Потомство
- Балша
- Петар
- Матија
- Миклош
- Иване
- Андрија
- Томаш
- Непозната ћерка
- Непозната ћерка
- Владислав Херцеговић

## Породично стабло
|  |                                    |  |  |  |  |  |  |  |  |  |  |  |  |  |  |  |
|  | 16. Вук Косача                     |  |  |  |  |  |  |  |  |  |  |  |  |  |  |  |
|  |                                    |  |  |  |  |  |  |  |  |  |  |  |  |  |  |  |
|  |                                    |  |  |  |  |  |  |  |  |  |  |  |  |  |  |  |
|  | 8. Храна Вуковић Косача            |  |  |  |  |  |  |  |  |  |  |  |  |  |  |  |
|  |                                    |  |  |  |  |  |  |  |  |  |  |  |  |  |  |  |
|  |                                    |  |  |  |  |  |  |  |  |  |  |  |  |  |  |  |
|  | 4. Вукац Хранић Косача             |  |  |  |  |  |  |  |  |  |  |  |  |  |  |  |
|  |                                    |  |  |  |  |  |  |  |  |  |  |  |  |  |  |  |
|  |                                    |  |  |  |  |  |  |  |  |  |  |  |  |  |  |  |
|  | 9. Anka                            |  |  |  |  |  |  |  |  |  |  |  |  |  |  |  |
|  |                                    |  |  |  |  |  |  |  |  |  |  |  |  |  |  |  |
|  |                                    |  |  |  |  |  |  |  |  |  |  |  |  |  |  |  |
|  | Стефан Вукчић Косача               |  |  |  |  |  |  |  |  |  |  |  |  |  |  |  |
|  |                                    |  |  |  |  |  |  |  |  |  |  |  |  |  |  |  |
|  |                                    |  |  |  |  |  |  |  |  |  |  |  |  |  |  |  |
|  | 5. Katarina                        |  |  |  |  |  |  |  |  |  |  |  |  |  |  |  |
|  |                                    |  |  |  |  |  |  |  |  |  |  |  |  |  |  |  |
|  |                                    |  |  |  |  |  |  |  |  |  |  |  |  |  |  |  |
|  | Владислав Херцеговић               |  |  |  |  |  |  |  |  |  |  |  |  |  |  |  |
|  |                                    |  |  |  |  |  |  |  |  |  |  |  |  |  |  |  |
|  |                                    |  |  |  |  |  |  |  |  |  |  |  |  |  |  |  |
|  | 24. Страцимир Балшић               |  |  |  |  |  |  |  |  |  |  |  |  |  |  |  |
|  |                                    |  |  |  |  |  |  |  |  |  |  |  |  |  |  |  |
|  |                                    |  |  |  |  |  |  |  |  |  |  |  |  |  |  |  |
|  | 12. Ђурађ II Балшић                |  |  |  |  |  |  |  |  |  |  |  |  |  |  |  |
|  |                                    |  |  |  |  |  |  |  |  |  |  |  |  |  |  |  |
|  |                                    |  |  |  |  |  |  |  |  |  |  |  |  |  |  |  |
|  | 25. Милица Мрњавчевић              |  |  |  |  |  |  |  |  |  |  |  |  |  |  |  |
|  |                                    |  |  |  |  |  |  |  |  |  |  |  |  |  |  |  |
|  |                                    |  |  |  |  |  |  |  |  |  |  |  |  |  |  |  |
|  | 6. Балша III Балшић                |  |  |  |  |  |  |  |  |  |  |  |  |  |  |  |
|  |                                    |  |  |  |  |  |  |  |  |  |  |  |  |  |  |  |
|  |                                    |  |  |  |  |  |  |  |  |  |  |  |  |  |  |  |
|  | 26. Лазар Хребељановић             |  |  |  |  |  |  |  |  |  |  |  |  |  |  |  |
|  |                                    |  |  |  |  |  |  |  |  |  |  |  |  |  |  |  |
|  |                                    |  |  |  |  |  |  |  |  |  |  |  |  |  |  |  |
|  | 13. Јелена Лазаревић Балшић Косача |  |  |  |  |  |  |  |  |  |  |  |  |  |  |  |
|  |                                    |  |  |  |  |  |  |  |  |  |  |  |  |  |  |  |
|  |                                    |  |  |  |  |  |  |  |  |  |  |  |  |  |  |  |
|  | 27. Милица Хребељановић            |  |  |  |  |  |  |  |  |  |  |  |  |  |  |  |
|  |                                    |  |  |  |  |  |  |  |  |  |  |  |  |  |  |  |
|  |                                    |  |  |  |  |  |  |  |  |  |  |  |  |  |  |  |
|  | 3. Јелена Балшић Косача            |  |  |  |  |  |  |  |  |  |  |  |  |  |  |  |
|  |                                    |  |  |  |  |  |  |  |  |  |  |  |  |  |  |  |
|  |                                    |  |  |  |  |  |  |  |  |  |  |  |  |  |  |  |
|  | 14. Која Захарија                  |  |  |  |  |  |  |  |  |  |  |  |  |  |  |  |
|  |                                    |  |  |  |  |  |  |  |  |  |  |  |  |  |  |  |
|  |                                    |  |  |  |  |  |  |  |  |  |  |  |  |  |  |  |
|  | 7. Bolja Zaharia                   |  |  |  |  |  |  |  |  |  |  |  |  |  |  |  |
|  |                                    |  |  |  |  |  |  |  |  |  |  |  |  |  |  |  |
|  |                                    |  |  |  |  |  |  |  |  |  |  |  |  |  |  |  |
|  | 15. Boža                           |  |  |  |  |  |  |  |  |  |  |  |  |  |  |  |
|  |                                    |  |  |  |  |  |  |  |  |  |  |  |  |  |  |  |
|  |                                    |  |  |  |  |  |  |  |  |  |  |  |  |  |  |  |